# تيتو (لاعب كرة قدم برتغالي)
تيتو (19 نوفمبر 1980 في البرتغال - ) هو لاعب كرة قدم برتغالي في مركز الوسط. لعب مع نادي فارزيم ونادي ديبورتيفو داس أيفيس ونادي فاماليساو ونادي تيرسينس ‏ وF.C. Marinhas ‏.

## وصلات خارجية
- تيتو على موقع قاعدة بيانات كرة القدم.إي يو (الإنجليزية)
- تيتو على موقع Soccerway.com (الإنجليزية)